# Dicranales
Die Dicranales sind eine Ordnung der Laubmoose.

## Merkmale
Die Ordnung ist sehr artenreich. Da die Arten vegetativ sehr unterschiedlich gebaut sind, lässt sie sich nur schwer charakterisieren. So kann das Protonema ausdauernd oder kurzlebig sein, die Pflanzen nur wenige Millimeter oder gar Dezimeter groß sein. Es sind meist akrokarpe Moose mit vorwiegend schmal lanzettlichen Blättern. Oft sind die Blätter auch aus einem ovalen Grund in eine lange pfriemenförmige Spitze ausgezogen. Die Zellen der Blattspreite sind rechteckig oder quadratisch und nur in wenigen Fällen papillös. Die Blätter aller Arten haben eine Rippe.
Die Sporophyten sind relativ einheitlich gebaut. Die Seta ist aufrecht. Die Kapsel ist halbkugelig bis zylindrisch. Die meisten Arten besitzen ein „dicranoides“ Peristom aus 16 unterschiedlich tief gespaltenen, lanzettlichen Zähnen. Diese sind an der Unterseite quergestreift, an der Oberseite papillös.

## Verbreitung
Die Ordnung ist kosmopolitisch verbreitet. Die meisten Arten leben epigäisch (am Boden). Die epiphytische Lebensweise mancher Gruppen wird als abgeleitet angesehen.

## Systematik und Evolution
Bereits aus dem Perm sind dicranale Laubmoose mit komplizierten Rippen ähnlich Campylopus bekannt. Die rezente Gattung Campylopodium ist bereits aus der Oberkreide bekannt, die ältesten rezenten Arten (Vertreter von Campylopus und Campylopodiella) aus dem Tertiär.
Die Ordnung umfasst 16 Familien:
- Amphidiaceae
- Aongstroemiaceae
- Bruchiaceae
- Calymperaceae
- Dicranaceae
- Dicranellaceae
- Ditrichaceae
  - Ceratodon
    - Purpurstieliges Hornzahnmoos (Ceratodon purpureus)
- Erpodiaceae
- Eustichiaceae
- Fissidentaceae
- Leucobryaceae
  - Campylopus
    - Kaktusmoos (Campylopus introflexus)
    - Torf-Krummstielmoos (Campylopus pyriformis)

  - Dicranodontium
  - Leucobryum
- Oncophoraceae
- Rhachistheciaceae
- Schistostegaceae
- Viridivelleraceae
- Wardiaceae